# Гестациони дијабетес
Гестациони дијабетес је облик шећерне болести, који настаје услед неадекватне секреције инсулина и продукције хормона постељице који блокирају његово дејство. Јавља се током трудноће и дијагностикује се углавном после 24. недеље трудноће, мада може и раније. Обично се повлачи шест недеља након порођаја, јер му је главни узрок управо трудноћа. Иако је пролазан, овај тип шећерне болести може да угрози здравље фетуса или мајке, а код 20-50% жена са овим обољењем касније у животу се јавља дијабетес тип 2.

## Епидемиологија
Гестациони дијабетес је растућа брига за здравље трудница у многим деловима света - јер се јавља у 2 — 6% трудноћа. Међутим ове бројке се у стварности значајно разликују зависно од примењених критеријима пријављивања и недовољних података о дијабетес мелитусу у трудноћи у земљама са ниским и средњим дохотком (упркос високим стопама преваленције и морталитета у овим земљама).
Преваленцији гестационог дијабетес широм света је све више у корелацији са драматичним повећањем преваленције прекомерне тежине и гојазности код жена у репродуктивној периоду живота.

## Етиопатогенеза
Предиспозиције за овај поремећај имају жене код којих се он јављао у току прве трудноће, које су имале велики број спонтаних побачаја или интраутерину смрт бебе, као и оне труднице које пате од повишеног крвног притиска или гојазности.

## Прогноза
Иако је ово пролазна болест која се успешно лечи, код нелеченог облика могу се јавити проблеми са плодом (макрозомија, феталне малфорације и конгениталне срчане мане). У сваком случају, трудноћа са шећерном болешћу је високо ризична, и захтева интензивну контролу и терапију за време целог њеног трајања, као и у току порођаја.